# Brexia alaticarpa
Brexia alaticarpa är en benvedsväxtart som beskrevs av George Schatz och Lowry. Brexia alaticarpa ingår i släktet Brexia och familjen Celastraceae. Inga underarter finns listade.